# Suimanga bec-recte
El suimanga bec-recte (Anthreptes rectirostris) és un ocell de la família dels nectarínids (Nectariniidae).

## Hàbitat i distribució
Viu als clars del bosc i vegetació secundària des de Sierra Leone fins Ghana.

## Taxonomia
Considerat sovint coespecífic del suimanga barbagrís (Anthreptes tephrolaemus) han estat fa poc separats en dues espècies diferents, en base a les diferències en el cant i el plomatge.